# Magurka (Ponikiewska)
Magurka, Magurka Ponikiewska lub Królewizna (818, 791) – dwuwierzchołkowy szczyt we wschodniej części Beskidu Małego, w jego głównym grzbiecie opadającym od Gronia Jana Pawła II w stronę doliny rzeki Skawy.

## Topografia
Znajduje się grzbiecie między Groniem Jana Pawła II a Żarem (678 m). Od wyższego jego wierzchołka w kierunku północno-zachodnim opada krótki grzbiet oddzielający dolinki dwóch dopływów potoku Ponikiewka, w południowo-zachodnim jeszcze krótszy grzbiecik oddzielający dwa źródłowe cieki Jaszczurówki. Niższy szczyt jest zwornikiem dla dość długiego, południowo-wschodniego grzbietu Jaszczurowej Góry, tworzący orograficznie lewe zbocza doliny Jaszczurówki (w górnym jej biegu).
Granią przez obydwa wierzchołki Magurki Ponikiewskiej biegnie granica między wsiami Jaszczurowa (stok południowo-wschodni) i Ponikiew (stok północno-zachodni). Na niższym wierzchołku obydwie te miejscowości graniczą jeszcze z wsią Koziniec (stok północno-wschodni).
Pomiędzy Groniem a Magurką znajduje się jeszcze jeden szczyt 819 m, na mapach bezimienny. Radosław Truś w przewodniku „Beskid Mały” traktuje go jako Królewiznę.

## Nazewnictwo
Występująca na niektórych mapach nazwa Królewizna jest błędna. Od dawien dawna przez miejscową ludność szczyt ten nazywany był Magurką. Od 1954 r. dla odróżnienia od innych Magurek nazywany jest Magurką Ponikiewską. Magurka to nazwa pochodzenia wołoskiego, licznie występująca w całych Karpatach (nie tylko polskich). Pod taką też nazwą szczyt ten jest wymieniony w Słowniku geograficznym Królestwa Polskiego t. V (1884 r.): Magórka, góra lesista, wznosząca się na granicy gminy Ponikwi i Jaszczurowej… Pod koniec XIX kartografowie austriaccy wprowadzili na mapach błędną nazwę Królowa Wyżna. Jako nazwę szczytu potraktowali używaną przez miejscową ludność nazwę Królewizna oznaczającą zbocza Magurki od strony Kozińca, dawniej należące do królewszczyzny Zatorskiej. Odróżniali je w ten sposób od zboczy Jaszczurowej Góry, które stanowiły własność szlachecką. Błędną austriacką nazwę powieliły później polskie mapy WIG. Mapa Beskidu Małego z 1980 r. i oparty na niej przewodnik A. Matuszczyka zmieniła ją na Królewizna. W państwowym rejestrze nazw geograficznych szczyt 812 m ma nazwę Magurka.

## Turystyka
Przez wszystkie trzy wierzchołki Magurki Ponikiewskiej prowadzi żółty szlak turystyczny z Gorzenia Górnego. Na najniższym wierzchołku dołącza do niego szlak zielony ze Świnnej Poręby, a na najwyższym niebieski z Tarnawy Górnej. Na południowo-wschodnich stokach powyżej wierzchołka najniższego znajduje się silnie już zarastająca polana. Po zejściu ze szlaku na tę polanę można z niektórych jej miejsc zobaczyć dolinę Skawy, od południa zamkniętą Pasmem Policy. Po lewej stronie widoczne są wzniesienia Beskidu Makowskiego, za nimi w głębi Beskidu Wyspowego i Gorców. Po lewej stronie widoczny jest fragment Pasma Jałowieckiego i Grupa Żurawnicy.

## Arka
W pobliżu zarastającej polany na stokach Magurki Ponikiewskiej od 1980 r. zamieszkał górnik z Libiąża, przez miejscowych zwany Janem Aniołem. Sprowadził się tutaj po wypadku w kopalni. Chętnie wynajmował się do różnych prac polowych w okolicy. Spodziewał się potopu. Aby być na niego przygotowanym wybudował dziwny obiekt bez drzwi i zamieszkał w nim. W środku miał pryczę i piec, na którym przyrządzał placki z mąki. Obiekt ten, przez miejscową ludność nazwany Arką był podniesiony ponad ziemią i obity blachą. Górnik zmarł w 1999 r. Szlak turystyczny z Magurki Ponikiewskiej do schroniska PTTK Leskowiec został potem nazwany „Jaśkową drogą”.

## Szlaki turystyczne
Gorzeń Górny (Czartak) – Skalnica – Główniak – Kamień – Żar – Magurka Ponikiewska – Groń Jana Pawła II. Czas przejścia: 3 h, ↓ 2:25 h
 Świnna Poręba – Suszyce – Jaszczurowa Góra – Magurka Ponikiewska – Groń Jana Pawła II. Czas przejścia: 2:30 h, ↓ 1:55 h
 Tarnawa Górna – Makowa Góra – Magurka Ponikiewska – Groń Jana Pawła II. Czas przejścia: 1.30 h, ↓ 1 h